# Maria Rebello Lelut
Maria Rebello Lelut (Ílhavo, 26 de enero de 1956) es una atleta francesa retirada especializada en la prueba de maratón, en la que ha conseguido ser medallista de bronce europea en 1990.

## Carrera deportiva
En el Campeonato Europeo de Atletismo de 1990 ganó la medalla de bronce en la maratón, recorriendo los 42,195 km en un tiempo de 2:35:51 segundos, llegando a meta tras la portuguesa Rosa Mota y la soviética Valentina Yegorova (plata).